# Оттоссон, Анна
Анна Хелен Оттоссон в замужестве Бликст (швед. Anna Helene Ottosson Blixth, род. 18 мая 1976 года, Эстерсунд, Швеция) — шведская горнолыжница, призёрка Олимпийских игр и чемпионата мира, победительница этапа Кубка мира. Специалистка слаломных дисциплин.
В Кубке мира Оттоссон дебютировала 18 февраля 1995 года, в январе 2000 года единственный раз в карьере победила на этапе Кубка мира в гигантском слаломе. Кроме этого имеет на своём счету 5 попаданий в тройку лучших на этапах Кубка мира, одно в слаломе и четыре в гигантском слаломе. Лучшим достижением Оттоссон в общем зачёте Кубка мира является 15-е место в сезоне 2006/07.
На Олимпийских играх 1998 года в Нагано была 10-й в слаломе и 7-й в гигантском слаломе.
На Олимпийских играх 2002 года в Солт-Лейк-Сити заняла 13-е место в слаломе и 9-е в гигантском слаломе.
На Олимпийских играх 2006 года в Турине завоевала бронзовую медаль в гигантском слаломе, 0,47 секунды уступив серебряной медалистке финке Тане Поутиайнен и 0,33 секунды выиграв у ставшей четвёртой австрийки Николь Хосп. Кроме того была 18-й в слаломе.
За свою карьеру участвовала в пяти чемпионатах мира, лучший результат в личных дисциплинах 5-е место в слаломе на чемпионате мира 2003 года. На чемпионате мира 2007 года завоевала серебряную медаль в командных соревнованиях.
Завершила спортивную карьеру в 2007 году.

## Победы на этапах Кубка мира (1)
| № | Сезон   | Дата        | Место             | Дисциплина            |
| - | ------- | ----------- | ----------------- | --------------------- |
| 1 | 1999/00 | 23 янв 2000 | Кортина-д’Ампеццо | Гигантский слалом (1) |